# وینترباخ (بادن-وورتمبرگ)
وینترباخ (به آلمانی: Winterbach) یک شهر در آلمان است که در رمس-مور واقع شده‌است. وینترباخ ۷٬۸۳۷ نفر جمعیت دارد.